# Udo Gebhard Ferdinand von Alvensleben

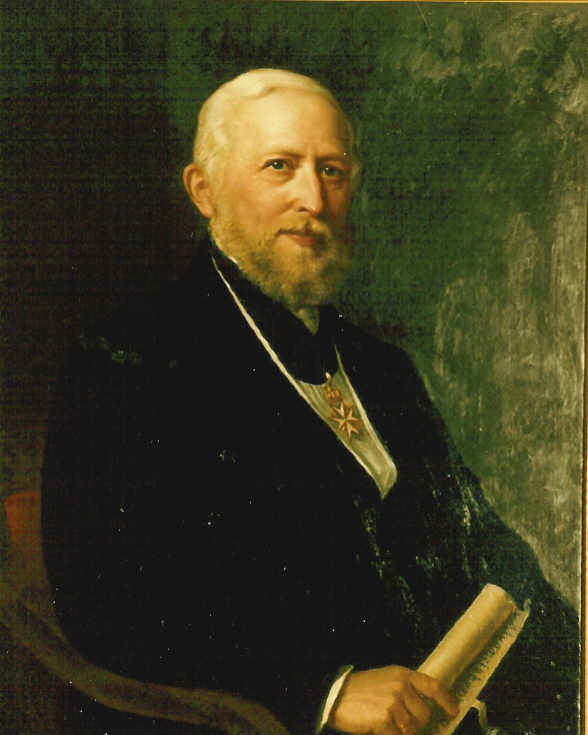
Udo Gebhard Ferdinand von Alvensleben

Udo Gebhard Ferdinand von Alvensleben (* 14. März 1814 in Berlin; † 20. Dezember 1879 in Erxleben) war Gutsbesitzer und Mitglied des preußischen Herrenhauses.

## Familie
Er entstammte der niederdeutschen Adelsfamilie von Alvensleben und war ein Sohn des Landrates Eduard von Alvensleben (1787–1876) aus Redekin und von Amalie von Stedern (1789–1816) aus Emersleben. Bereits im Alter von zwei Jahren verlor er seine Mutter. Sein Vater heiratete 1818 in zweiter Ehe Dorothee von Veltheim (1801–1879) aus Destedt. Nachdem seine erste Frau, Elise Freiin von Plettenberg aus Heeren, nach kurzer Ehe 1842 gestorben war, heiratete er 1844 in zweiter Ehe Ehrengard von Kröcher (1821–1895) aus Vinzelberg. Aus dieser Ehe gingen sechs Kinder hervor, darunter der spätere Graf Albrecht von Alvensleben-Schönborn (1848–1928) und Ludolf Udo von Alvensleben (1852–1923). Beide waren später – wie ihr Vater – Mitglieder des preußischen Herrenhauses.

## Leben
Nach Besuch der Ritterakademie in Brandenburg an der Havel trat er 1832 in das 11. Husarenregiment in Münster ein. Hier lernte er seine erste Frau kennen und auch den späteren Mainzer Bischof Wilhelm Emmanuel Freiherr von Ketteler, mit dem er sein ganzes Leben in Verbindung blieb. Nach seiner Heirat wohnte er zunächst in Redekin und kaufte 1841 das Rittergut Wittenmoor im Kreis Stendal. Dort wirkte er vor allem als Land- und Forstwirt, verbesserte und vergrößerte den Besitz durch Zukäufe, Bauten, Meliorationen und Aufforstung von Heideflächen am Bockelberg. Als 1858 der Minister Graf Albrecht von Alvensleben auf Erxleben II ohne direkte Erben starb, waren Udo von Alvenslebens Vater Eduard und dessen Bruder Ferdinand die Lehnsnachfolger. In deren Namen ergriff er Besitz des Gutes Erxleben II und des dazugehörigen Gutes Uhrsleben und nahm dort seinen Wohnsitz. Er war Mitglied des Provinzial-Landtages, des Communal-Landtages der Altmark und des Kreistages in Stendal. 1869 wählte ihn die Familie als ihren Vertreter in das preußische Herrenhaus. Er erhielt die Kammerherrnwürde, war Erbtruchsess des Fürstentums Halberstadt und seit 1860 Rechtsitter des Johanniterordens. Nach seinem Tode 1879  wurde er – wie seine beiden Frauen – in der Schlosskapelle Erxleben beigesetzt.
Udo von Alvensleben hat sich um die Erhaltung und Vermehrung des Familienbesitzes, um die Pflege der geistigen und historischen Überlieferungen und um die Rettung gefährdeter Kulturdenkmäler große Verdienste erworben. Er war für zwölf Patronatskirchen zuständig. Fünf davon hat er im Laufe seines Lebens vollständig restaurieren lassen, darunter – als letzte Arbeit seines Lebens – die Schlosskapelle in Erxleben. Auf seine Veranlassung stellte der Magdeburger Archivar George Adalbert von Mülverstedt eine Alvenslebensche Urkundensammlung, den „Codex Diplomaticus Alvenslebianus“ (vier Bände), zusammen. Bereits 1854 gab Udo von Alvensleben das von seinem Ahnherrn Joachim I. von Alvensleben im Jahre 1566 verfasste Glaubensbekenntnis im Druck heraus. Auf sein Betreiben wurde der Alvenslebensche Familienverband gegründet und auch sonst bemühte er sich sehr, den Zusammenhalt der Familie zu stärken. Politisch betätigte er sich im christlich-konservativen Sinne – mitunter kritisch gegenüber Otto von Bismarck, insbesondere im „Kulturkampf“, wobei er den Mainzer Bischof Ketteler stützte und ökumenische Bestrebungen förderte.